# Хорватська куна
Куна (хорв. kuna) — колишня валюта Хорватії, що була в обігу з 30 травня 1994 року по 31 грудня 2022 року, після чого її замінили на євро. Поділялася на 100 ліпів (lipa). Літерний код: HRK, скорочене позначення кун — kn, ліпів — lp. В обігу перебували монети номіналом 1, 2, 5, 10, 20, 50 ліпів та 1, 2, 5, 25 кун і банкноти в 5, 10, 20, 50, 100, 200, 500 та 1000 кун. Центральний банк — Хорватський народний банк.

## Етимологія
Назва «куна» походить від назви куниці і не має жодного відношення до крони. Назва «ліпа» походить від Липи, дерева які традиційно росли навколо ринків в Хорватії та усій Австро-Угорщині в часи Раннього нового періоду (прибл. XVI—XIX ст.).

## Історія

### 1939—1945 роки
Ідея випустити власну валюту з назвою куна виникла в 1939 році коли Бановина Хорватія отримала автономію у складі Королівства Югославія. Під час Другої Світової Війни, після проголошення незалежності, така нагода з'явилася і куна була випущена в обіг з курсом обміну один до одного з Югославським динаром, та 20 кун за 1 райхсмарку. Після перемоги в країні комуністичних партизанів, у 1945 році в обігу був відновлений югославський динар.

### 1994—2022 роки
Нову куну було запроваджено 30 травня 1994 року на заміну хорватського динара з курсом обміну 1 куна = 1000 динар. Хорватський динар, своєю чергою, був запроваджений в 1991 році на заміну югославського динара. Хорватський динар був сильно знецінений внаслідок гіперінфляції (1500 %) під час війни за незалежність.
Із самого початку курс куни був прив'язаний до німецької марки, а після заміни марки на євро — до євро.
Після приєднання до Європейського Союзу у 2013 році Хорватія запланувала перейти на євро. У травні 2018 року повідомлялося про плани перейти на євро протягом 5—7 років. 10 липня 2020 року Хорватія приєдналася до Європейського механізму регулювання валютних курсів, а з 1 січня 2023 року офіційно перейшла на євро. Обмін відбувався за курсом 7,5345 куни за 1 євро.

## Валютний курс

Графік валютного курсу відносно євро з 2005 по 2022 роки (кун за 1 євро)